# Torneio de xadrez de Londres de 1922
O Torneio de xadrez de Londres de 1922 foi uma competição internacional de xadrez disputada na cidade de Londres em 1922 entre 31 de julho e 19 de agosto no Central Hall de Westminster. Dezesseis jogadores participaram, sendo a primeira competição de Capablanca como campeão mundial. Capablanca terminou o evento em primeiro lugar, seguido de Alexander Alekhine e Milan Vidmar. Ao término da competição foi acordado um protocolo para disputa do título mundial, que foi assinado por Alekhine, Bogoljubow, Maróczy, Réti, Rubinstein,      Tartakower e Vidmar.

## Tabela de resultados[2]
| #  | Jogador              | 1  | 2  | 3  | 4  | 5  | 6  | 7  | 8  | 9  | 10 | 11 | 12 | 13 | 14 | 15 | 16 | Total |
| 1  | José Raúl Capablanca | -- | ½  | 1  | ½  | 1  | 1  | ½  | 1  | ½  | 1  | 1  | 1  | 1  | 1  | 1  | 1  | 13    |
| 2  | Alexander Alekhine   | ½  | -- | ½  | 1  | ½  | ½  | ½  | 1  | ½  | 1  | 1  | 1  | ½  | 1  | 1  | 1  | 11½   |
| 3  | Milan Vidmar         | 0  | ½  | -- | 0  | 1  | ½  | ½  | 1  | 1  | ½  | 1  | 1  | 1  | 1  | 1  | 1  | 11    |
| 4  | Akiba Rubinstein     | ½  | 0  | 1  | -- | ½  | ½  | 1  | ½  | 1  | 0  | 1  | ½  | 1  | 1  | 1  | 1  | 10½   |
| 5  | Efim Bogoljubow      | 0  | ½  | 0  | ½  | -- | ½  | 1  | 0  | 1  | 1  | ½  | 0  | 1  | 1  | 1  | 1  | 9     |
| 6  | Richard Réti         | 0  | ½  | ½  | ½  | ½  | -- | ½  | 1  | ½  | 1  | ½  | 1  | 0  | 1  | 0  | 1  | 8½    |
| 7  | Geza Maroczy         | ½  | ½  | ½  | 0  | 0  | ½  | -- | 1  | ½  | ½  | ½  | 1  | ½  | 0  | 1  | 1  | 8     |
| 8  | Frederick Yates      | 0  | 0  | 0  | ½  | 1  | 0  | 0  | -- | 0  | 1  | 1  | 1  | 1  | 1  | ½  | 1  | 8     |
| 9  | Savielly Tartakower  | ½  | ½  | 0  | 0  | 0  | ½  | ½  | 1  | -- | 0  | 0  | 1  | 1  | ½  | 1  | 1  | 7½    |
| 10 | Henry Atkins         | 0  | 0  | ½  | 1  | 0  | 0  | ½  | 0  | 1  | -- | 0  | 1  | ½  | ½  | 1  | 1  | 7     |
| 11 | Max Euwe             | 0  | 0  | 0  | 0  | ½  | ½  | ½  | 0  | 1  | 1  | -- | 0  | 1  | 0  | 1  | 1  | 6½    |
| 12 | Eugene Borovsky      | 0  | 0  | 0  | ½  | 1  | 0  | 0  | 0  | 0  | 0  | 1  | -- | 1  | ½  | 1  | 0  | 5     |
| 13 | Victor Wahltuch      | 0  | ½  | 0  | 0  | 0  | 1  | ½  | 0  | 0  | ½  | 0  | 0  | -- | 1  | 1  | ½  | 5     |
| 14 | John Stuart Morrison | 0  | 0  | 0  | 0  | 0  | 0  | 1  | 0  | ½  | ½  | 1  | ½  | 0  | -- | 0  | 1  | 4½    |
| 15 | Charles Watson       | 0  | 0  | 0  | 0  | 0  | 1  | 0  | ½  | 0  | 0  | 0  | 0  | 0  | 1  | -- | 1  | 3½    |
| 16 | Domenico Marotti     | 0  | 0  | 0  | 0  | 0  | 0  | 0  | 0  | 0  | 0  | 0  | 1  | ½  | 0  | 0  | -- | 1½    |